# Lawmen: Bass Reeves
Lawmen: Bass Reeves ist eine US-amerikanische Drama- und Neowesternserie über Bass Reeves, den ersten afroamerikanischen Deputy U.S. Marshal westlich des Mississippi River. Die für Paramount+ produzierte Miniserie besteht aus acht Folgen. Die Erstausstrahlung erfolgte im Jahr 2023. Die Serie basiert auf den Romanen der Bass Reeves Trilogie (Follow the Angels, Follow the Doves und Hell on the Border) von Sidney Thompson.

## Handlung
George Reeves, der Sklavenhalter von Bass Reeves, tritt 1861 dem Sezessionskrieg auf Seiten der Konföderierten bei und nimmt dabei Bass mit. Im Laufe des Krieges, verlässt Bass seinen Sklavenhalter. Nachdem er ihn aufgrund eines Streits bei einem Kartenspiel schlägt, flüchtet er und landet dabei in einem Indianerreservat. Er lernt die Sprache der Ureinwohner. Als ihm bewusst wird, dass die Sklaverei abgeschafft wurde, zieht er als freier Mann nach Arkansas und lässt sich dort als Bauer nieder. 1875 wird Isaac Charles Parker zum Bundesrichter für das Indianerreservat ernannt und vereidigt Bass Reeves als ersten Afroamerikaner zum U.S. Deputy Marshal.

## Produktion
Die Dreharbeiten, die in Fort Worth und Glen Rose stattfanden, waren im Juni 2023 abgeschlossen.